# Băng cướp sòng bạc (phim 2015)
Băng cướp sòng bạc (tiếng Anh: Heist) là phim Mỹ 2015 của đạo diễn Scott Mann, nhà văn Stephen Cyrus Sepher và Max Adams, dựa trên truyện gốc của Sepher. Phim có sự tham gia của Robert De Niro, Jeffrey Dean Morgan, Kate Bosworth, Morris Chestnut, Dave Bautista, Stephen Cyrus Sepher, Tyson Sullivan và Gina Carano.
Phim được công chiếu vào ngày 13 tháng 11 năm 2015

## Phân vai
- Robert De Niro vai Francis "The Pope" Silva[4]
- Jeffrey Dean Morgan vai Luke Vaughn[4]
- Kate Bosworth vai Sydney Silva
- Morris Chestnut vai Derrick "The Dog" Prince
- Dave Bautista vai Cox
- Gina Carano vai Officer Krizia "Kris" Bajos
- D.B. Sweeney vai Bernie
- Stephen Cyrus Sepher vai Julian Dante
- Tyson Sullivan vai Mickey
- Christopher Rob Bowen vai Eric